# Goniodiscaster acanthodes
Goniodiscaster acanthodes är en sjöstjärneart som beskrevs av Hubert Lyman Clark 1938. Goniodiscaster acanthodes ingår i släktet Goniodiscaster och familjen Oreasteridae. Inga underarter finns listade i Catalogue of Life.